# No me digas solterona 2
No Me Digas Solterona 2 es una película de comedia peruana de 2022, dirigida por Ani Alva Helfer y escrita por los guionistas Ani Alva Helfer y Sandra Percich, protagonizada por Patricia Barreto y André Silva.

## Sinopsis
Superados los males del amor, Patricia se convierte en el paño de lágrimas de José Luis: su mejor amigo está inesperadamente devastado por una reciente ruptura amorosa. Patricia accede a aconsejarlo, pero pronto se da cuenta de que está enamorada de él.

## Elenco
- Patricia Barreto como Patricia "Patty" Ramírez.
- André Silva como José Luis "Pepe Lucho".
- Angélica Aragón como Tencha.
- Marisol Aguirre como María Gracia.
- Anahí de Cárdenas como Sol.
- Natalia Salas como Mariana.
- Rodrigo Sánchez Patiño como Ricardo "Richi".
- Fiorella Rodríguez como Mercedes "Meche".
- Maricarmen Marín como Emily.
- Yiddá Eslava como Chío.
- Claret Quea como "El Mota".
- Adolfo Aguilar como Gianluca.
- Regina Alcóver como Fernanda.
- Mabel Duclós.
- Marisa Minetti.
- Andrés Vílchez como Vasco.
- Rony Ramírez como "El Green".
- Javier Saveedra como Fernando.
- Ekaterina Konysheva como Rusa.
- Tito Vega como Mozo.
- Merly Morello como Profesora de baile.
- Luciana León Barandiaran como Animadora de discoteca.
- Álvaro Sedano.
- Thiago Vernal como Alumno de baile.

## Estreno
En marzo de 2019, se anunció una segunda parte de la película, la cual sería filmada y grabada en Lima, Perú; durante noviembre de 2019, sería estrenada en el 2020, pero la película se retrasó hasta el debido tiempo, debido al impacto en el cine por la pandemia de COVID-19, después de mucho tiempo la segunda parte se estrenó el 14 de abril del 2022.

## Secuela
En abril de 2022, la directora Ani Alva Helfer confirmó la producción de una tercera parte.